# Mingshan (köpinghuvudort i Kina, Heilongjiang Sheng, lat 47,68, long 131,07)
Mingshan (kinesiska: 名山, 名山镇) är en köpinghuvudort i Kina. Den ligger i provinsen Heilongjiang, i den nordöstra delen av landet, omkring 400 kilometer nordost om provinshuvudstaden Harbin. Antalet invånare är 3 493. Befolkningen består av 1 663 kvinnor och 1 830 män. Barn under 15 år utgör 10,0 %, vuxna 15-64 år 79 %, och äldre över 65 år 10,0 %.
Runt Mingshan är det ganska glesbefolkat, med 39 invånare per kvadratkilometer. Närmaste större samhälle är Mingshan Nongchang, 6,4 km söder om Mingshan. Trakten runt Mingshan består till största delen av jordbruksmark.
Genomsnittlig årsnederbörd är 882 millimeter. Den regnigaste månaden är juli, med i genomsnitt 198 mm nederbörd, och den torraste är januari, med 8 mm nederbörd.